# دومينيك دايموند
دومينيك دايموند (بالإنجليزية: Dominik Diamond)‏ هو مقدم برامج إذاعية بريطاني، ولد في 31 ديسمبر 1969 في Arbroath ‏ في المملكة المتحدة.

## وصلات خارجية
- دومينيك دايموند على موقع IMDb (الإنجليزية)
- دومينيك دايموند على موقع قاعدة بيانات الفيلم (الإنجليزية)